# 化学家列表
这是一个知名化学家列表: （按照字母顺序排列）
A B C D E F G H I J K L M N O P Q R S T U V W X Y Z 中国化学家

## A

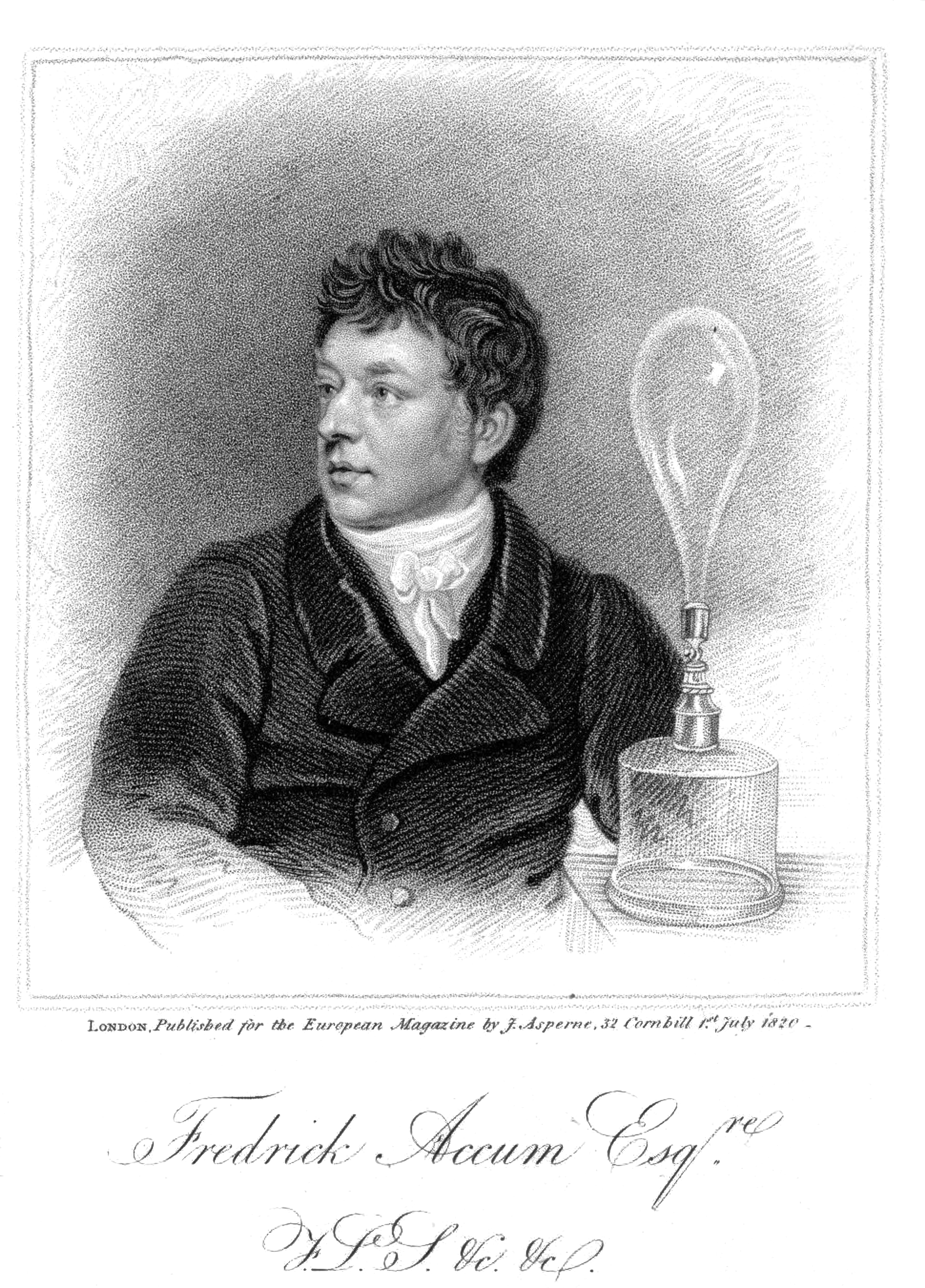
弗里德里奇·艾库姆和煤气灯

- 厄米尔·阿布德哈登（1877－1950），瑞士化學家
- 理查德·阿贝格（1869－1910），德國化學家，提出阿贝格规则。
- 弗里德里克·阿贝尔（1827-1902），英国化学家，发明线状无烟火药。
- 弗里德里奇·艾库姆（1769-1838），英国化学家，改进煤气灯和食物保存法。
- 霍默·伯顿·阿德金斯（1892-1949），美国化学家，研究有机物的氢化。
- 彼得·阿格雷（1949-），美國化學家及醫生，研究细胞膜通道，发现水通道蛋白。2003年諾貝爾化學獎得主
- 格奥尔格·阿格里科拉（1494-1555），德国学者，被称为“矿物学之父”。
- 库尔特·阿尔德（1902-1958），德国化学家，以迪尔斯-阿尔德反应闻名，1950年诺贝尔化学奖得主。
- 西德尼·奥尔特曼（1939-），加拿大化学家，研究RNA的催化作用，1989年诺贝尔奖得主。
- 葛洛莉娅·隆·安德森（1938-），美国化学家，核磁共振研究。
- 克里斯蒂安·B·安芬森（1916-1995），美国生物化学家，研究氨基酸序列与生物活性构象之间的关联，1972年诺贝尔化学奖得主
- 安格鲁·安杰利（1864-1931），意大利化学家，研究安杰利-里米尼反应。
- 约翰·奥古斯特·阿韦德松（1792－1841），瑞典化學家，发现了锂元素。
- 安东·爱德华·范艾克（1893-1976），荷兰化学家，提出键三角。
- 斯万特·阿伦尼乌斯（1859－1927），瑞典化學家，物理化學始祖之一
- 芭芭拉·艾斯金斯（1939-），美国化学家，发明发射自显影技术。
- 弗朗西斯·阿斯顿（1877-1945），英国化学家，发明质谱仪，1922年诺贝尔化学奖得主。
- 阿莫迪欧·阿伏伽德罗（1776－1856），義大利物理學家、化學家，提出分子论。

## B

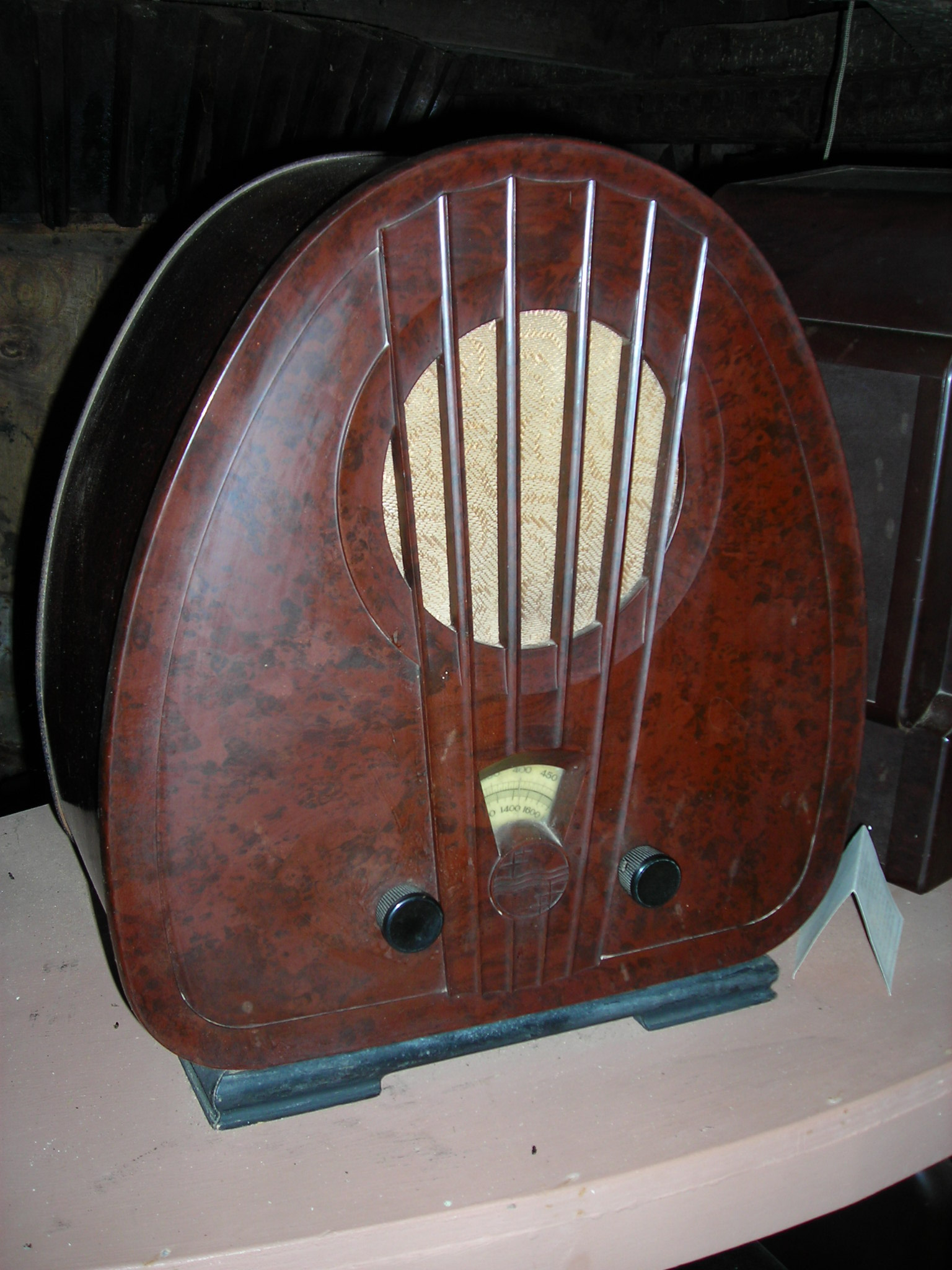
用贝克兰塑料制成的收音机

- 斯蒂芬·莫尔顿·巴伯寇克（1843-1931）美国化学家，进行过单一谷物实验，是营养学研究的先驱。
- 默特尔·克莱尔·巴舍尔德（1908-1997）美国化学家，参与曼哈顿计划从事原子弹研发，改进了稀土元素的提纯方法。
- 利奥·贝克兰（1863-1944），比利时-美国化学家，发明了摄影纸，将酚醛树脂工业化生产。
- 阿道夫·冯·拜尔（1835－1917），德國化學家，在有机合成方面有重大贡献，1905年諾貝爾化學獎得主
- 亨德里克·威廉·巴克胡伊斯·茹兹布姆（1854-1907），用实验证明约西亚·威拉德·吉布斯的相平衡理论。
- 爱丽丝·鲍尔（1892-1916），非裔美国化学家，提炼出治疗麻风的药物。
- 鲍哲南（1970-），美国化学家，发展有机场效应晶体管和有机半导体等技术。
- 艾伦·J·巴德（1933-），美国化学家，发展了扫描电化学显微镜，发现电化学发光现象。
- 尼尔·巴特利特（1932-2008），英國／加拿大／美國化學家，首次制取稀有气体的化合物。
- 德里克·巴顿（1918－1998），在有机化学的理论和实践上均有卓越贡献，1969年諾貝爾化學獎得主
- 弗雷德·贝索洛（1920-2007），指明配位化合物在无机反应研究中的重要性，推进配位化学的定量化。
- 安托万·波美（1728-1804），发明了波美比重计，改良了多种日常用品的生产工艺。
- 卡尔·约瑟夫·拜耳（1847－1904），奥地利化學家，发明从铝土矿中提取氧化铝的拜耳法。
- 约翰·约阿希姆·贝歇尔（1635-1682），德国学者，燃素说创始者。
- 弗里德里希·康拉德·贝尔斯坦（1838-1906），德国-俄国化学家，贝尔斯坦数据库创始人。
- 约瑟夫·阿希尔·勒贝尔（1847–1930），法国化学家，发现分子结构和光学活性关系，立体化学的先驱。
- 安吉拉·贝舍，美国化学家，无机纳米材料研究。
- 艾莉娜·贝勒茨卡娅（1933-）,俄罗斯化学家，在芳香族化合物反应机理和钯、镍催化剂方面有卓越贡献。
- 露丝·贝内里托（1916–2013）,美国化学家，发展水洗棉与抗皱织物。
- 保罗·伯格（1926-），因对核酸的研究获得1980年诺贝尔化学奖。
- 弗里德里希·贝吉乌斯（1884-1949）研究高压化学，提出从煤中获得合成燃料的贝吉乌斯法，1931年诺贝尔化学奖得主。
- 马塞兰·贝特洛（1827-1907）法國化學家，通过无机物合成大量有机物，在热化学研究方面有卓越贡献，提出过汤姆森-贝特洛原理。
- 克劳德·贝托莱（1748－1822）法國化學家，提出可逆反应和化学平衡的概念，和约瑟夫·普鲁斯特关于定比定律进行论战。
- 卡罗琳·贝尔托西（1966-）美国化学家， 从事细胞表面寡糖方面的研究，生物正交化学奠基人。

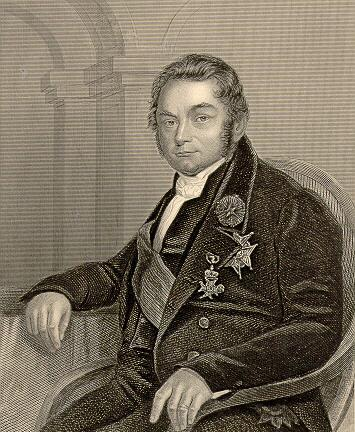
永斯·贝采利乌斯

- 永斯·贝采利乌斯（1779－1848）瑞典化學家。发现了多种化学元素，成功测定几乎所有已知化学元素的原子量，提出了同分异构体、聚合物、同素异形体和催化等重要化学术语。
- 约翰内斯·马丁·比约沃特（1892－1980），荷蘭化學家及晶體學專家，提出用X射线衍射确定分子绝对构型的方法。
- 约瑟夫·布莱克，（1728－1799），化學家，蒸发焓和比热概念的提出者。
- 保罗·埃米尔·勒科克·德布瓦博德兰，（1838－1912），法國化學家，发现镓、钐与镝等元素。
- 亚历山大·波菲里耶维奇·鲍罗丁，（1833-1887），俄国化学家。
- 卡爾·博施（1872－1940），德國化學家，高压工业化学创始人之一，1931年诺贝尔化学奖得主。
- Jean-Baptiste Boussingault（1802-1887），法国化学家，对农业化学发展有突出贡献。
- 保罗·博耶（1918-），因阐明三磷酸腺苷生物合成机理获得1997年诺贝尔化学奖
- 罗伯特·波义耳（1627－1691），愛爾蘭現代化學先驅，自然哲学家
- Henri Braconnot（1780-1855），法国化学家和药物学家，发现甲壳素和果胶。
- 约翰内斯·布朗斯泰德（1879－1947），丹麥化學家，提出酸碱的布隆斯泰德定义
- 赫伯特·布朗 （1912-2004），1979年诺贝尔化学奖得主
- 爱德华·毕希纳（1860－1917），德国化学家，因对发酵的研究获得1907年的諾貝爾化學獎
- 罗伯特·本生，（1811－1899），德國發明家、化學家，发明了本生灯，和古斯塔夫·罗伯特·基尔霍夫一起发现了铷和铯
- 阿道夫·布特南特(1903-1995)，德国生物化学家，因对性激素的研究获得了1939年的诺贝尔化学奖
- 阿列克萨得尔·米哈依洛维奇·布特列洛夫（1828－1886），俄国化学家，对有机分子的结构进行研究的开创者之一。

## C
- 梅尔文·卡尔文（1911－1997），美國化學家，因发现卡尔文循环获得1961年諾貝爾化學獎
- 海因里希·卡罗（1834－1910），德國化學家，合成了多种染料
- 华莱士·卡罗瑟斯（1896－1937），美國化學家，研究聚合物合成，合成了尼龙和聚酯。
- 斯坦尼斯劳·坎尼扎罗（1826-1910），意大利化学家，发现了坎尼扎罗反应，他的课程提要促进了化学界对基本概念的认识统一。
- 亨利·卡文迪什（1731－1810），英國化学家、物理学家，对氢气进行了研究，实际上发现了稀有气体。
- 托马斯·切赫（1947-），美国化学家，因发现RNA的催化性质获得1989年诺贝尔化学奖。
- 伊夫·肖万，（生於1930），因烯烃复分解反应获得2005 諾貝爾化學獎
- 恩斯特·科恩，（1869－1944），荷蘭化學家
- 艾利亚斯·詹姆斯·柯里，（生於1928），美國有機化學家，1990年 諾貝爾化學獎得主
- 保罗·科努森，（1933），荷蘭化學家，1995年 諾貝爾化學獎得主
- 玛丽亚·居里，（1867－1934），波蘭－生於法國放射物理學家，1903年諾貝爾物理獎得主
- 皮埃尔·居里，（1859－1906），1903諾貝爾物理獎得主
- 罗伯特·柯尔，（生於1933），1996諾貝爾化學獎得主
- 库尔提斯，（1857－1928），德國化學家
- 周侯，（1765－1766），印度化學家

## D
- 约翰·道尔顿，（1766－1844），物理學家及原子論先驅
- 亨瑞克·丹姆，（1895－1976），丹麥生物化學家，1943年諾貝爾生理學或醫學獎得主
- 汉弗里·戴维，（1778－1829），英国化学家
- 彼得·德拜，（1884－1966），荷蘭化學家，1936年 諾貝爾化學獎得主
- 詹姆斯·杜瓦爵士，（1842－1923）
- 底德里希，（生於1952），盧森堡化學家
- 奥托·迪尔斯，（1876－1954），德國化學家，1950年諾貝爾化學獎得主
- 爱德华·多伊西（Edward Doisy），（生於1893），美國生物化學家，1943年諾貝爾生理學或醫學獎得主
- Davorin Dolar，（1921－2005），Ljubljana大學的化學家
- 以马内利·东加拉，剛果化學家及小說家
- 大卫·阿德里安，（1915－1995），荷蘭化學家
- 柯累略斯·德雷贝尔，第一艘适航潜艇发明者（1572－1633），荷蘭發明家，冶金學家及化學家
- 讓-巴蒂斯特·杜馬（Jean Baptiste Dumas），（1800－1884），法國化學家
- 瑪麗·梅納德·達利，（1921－2003），非裔美國化學家，美國第一位取得化學博士學位的非裔女性

## E
- 保罗·埃尔利希，（1854－1915），德國化學家，1908年諾貝爾生理學或醫學獎得主
- 曼弗雷德·艾根，（生於1927），德國化學家，1967年諾貝爾化學獎得主
- Arthur Eichengrün，（1867－1949）
- 埃伦迈尔（Emil Erlenmeyer），（1825－1909），德國化學家
- 理查德·恩斯特，（生於1933），1991 諾貝爾化學獎
- 奥伊勒-凯尔平，（1873－1964），瑞典化學家，1929年諾貝爾化學獎得主
- 亨利·艾林，（1901－1981），墨西哥－美國理論化學家

## F
- 法拉第（1791－1867），科學家
- 荷曼·冯·费林，（1812－1885），德國化學家
- 赫尔曼·埃米尔·费歇尔（1852－1919），1902年諾貝爾化學獎得主
- 弗朗兹·约瑟夫·埃米尔·费歇尔
- 恩斯特·戈特弗里德·费歇尔（1754－1831），德國化學家
- 汉斯·菲舍尔（1881－1945），德國有機化學家，1930年諾貝爾化學獎得主
- 尼古拉·勒梅，法國冶金學家
- 罗莎琳德·富兰克林（1920－1958），英國化學家及晶體學專家
- 伏累森纽斯（1818－1897），德國化學家
- 威廉·伏累森纽斯（1913－2004），德國化學家，Carl的曾孫
- Alexander Naumovich Frumkin（1895－1976），電化學家

## G
- 加多林，（1760－1852），芬蘭化學家
- Merrill Garnett，（生於1930），美國生物化學家
- 盖·吕萨克，（1778－1850），法國化學家及物理學家
- 约翰·鲁道夫·格劳贝尔，（1604－1670），荷蘭－德國冶金學家及化學家
- 戈尔德施密特，（1888－1947），現代地球化學之父
- Ljubo Golic，（生於1932），化學家.
- David van Goorle，又名Gorlaeus，（1591－1612），荷蘭化學家
- 托马斯·格雷姆，（1805－1869）
- 威廉·哈丁·格雷姆
- 维克多·格林尼亚，（1871－1935），1912年諾貝爾化學獎共同得主之一
- 罗伯特·格拉布，（生於1942），2005年諾貝爾化學獎得主

## H
- 弗里茨·哈伯，（1868－1934），1918年諾貝爾化學獎得主
- 奥托·汉恩，（1879－1968），1944年諾貝爾化學獎得主
- 约翰·霍尔丹，（1860－1936），英國生物化學家
- 查尔斯·马丁·霍尔，（1863－1914），美國化學家
- 亚瑟·哈登，（1865－1940），英國生物化學家及1929年諾貝爾化學獎共同得主之一
- 奥德·哈塞尔，（1897－1981），挪威化學家，1969年諾貝爾化學獎
- 查理斯·哈契特，（1765－1847），英國化學家，發現「鈮」元素
- 罗伯特·哈沃曼，（1910－1982），化學家.
- Clayton Heathcock，美國化學家
- 赫施巴赫，（1932-），美國化學家，1986年諾貝爾化學獎得主
- 查尔斯·赫蒂，美國化學家
- 盖斯，（1802－1850），瑞士-生於俄羅斯化學家
- 格哈德·赫茨伯格，（1904－1999），德國-加拿大化學家，1971年諾貝爾化學獎得主
- 乔治·德海韦西，（1885－1966），化學家，1943年諾貝爾化學獎得主
- 雅罗斯拉夫·海罗夫斯基，（1890－1967），捷克化學家，1959年諾貝爾化學獎得主
- 西里尔·欣谢尔伍德，（1897－1967），英國物理化學家及1956年諾貝爾化學獎 共同得主之一
- 雅各布斯·亨里克斯·范托夫，（1852－1911），荷蘭物理化學家，1901年諾貝爾化學獎
- 弗里德利希·霍夫曼，（1660－1742），物理學家及化學家
- 罗阿尔德·霍夫曼，（生於1937），波蘭－生於美國化學家，1981年諾貝爾化學獎得主
- 奧古斯特·威廉·馮·霍夫曼，（1818－1892）德國有機化學家
- Coenraad Johannes van Houten，（1801－1887），荷蘭化學家及巧克力製造者，發明可可粉
- Anthony Jacques Ronald Lambert Hulst，（1955），荷蘭物理及有機化學家

## I
- 克里斯托夫·英果尔德爵士（1893－1970），英國化學家

## J
- 保罗·杨森（1926–2003），比利時Janssen Pharmaceutica創辦人
- 弗雷德里克·约里奥-居里（1900－1958），法國化學家及物理學家
- 伊雷娜·约里奥-居里（1897－1956），法國化學家及物理學家

## K
- 保罗·卡雷，（1889－1971），1937年諾貝爾化學獎得主
- Karl Wilhelm Gottlob Kastner（1783－1857）
- 启普(Petrus Jacobus Kipp)，（1808－1864），荷蘭化學家，「基普氏氣體發生器」發明人
- 馬丁·克拉普羅特，（1743－1817），德國化學家
- Trevor Kletz（生於1922），英國工業安全提倡者
- 克鲁格，（生於in 1926），1982年諾貝爾化學獎得主
- 弗里德利希·凯库勒，（1829－1896），德國有機化學家
- 诺文葛尔，（1865－1921）
- 沃尔特·科恩，（生於1923），1998年諾貝爾化學獎得主
- 科尔贝，（1818－1884）
- 柯尔索夫，（1894－1993），荷蘭－美國化學家，"分析化學之父"
- Else Kooi，（1932－2001），荷蘭化學家，發展MOS晶體管的絕緣
- Aleksandra Kornhauser，（生於1926），化學家.
- 柯洛托，（生於1939），英國化學家，1996年諾貝爾化學獎得主
- 里夏德·库恩（1900－1967），1938年諾貝爾化學獎得主

## L
- 歐文·朗繆爾，（1881－1957），化學家，物理學家
- 安托万·拉瓦锡，（1743－1794），法國化學家先驅
- 尼古拉·路布兰，（1742－1806），法國化學家及外科醫生
- 卢伊斯·弗德里科·莱洛伊尔，（1906－1987），阿根廷生物化學家及1970年諾貝爾獎得主
- Eun Lee，（生於1946），韓國有機化學家
- 李遠哲，（生於1936），1986年諾貝爾化學獎得主
- Janez Levec，（生於1943），化學家.
- 普里莫·列维，（1919－1987），resistance fighter，化學家及小說家
- 吉尔伯特·刘易斯，（1875－1946），美國化學家及第一位柏克萊大學化學學院院長
- 安德雷·李巴乌，（1555－1616），德國醫生及化學家
- Teunis van der Linden，（1884－1965），荷蘭化學家，發展殺蟲水六氯環己烷
- 约瑟夫·李斯特，（1827－1912），英國外科醫生
- 勒夏特列(亨利·勒·沙特列，Henry Louis Le Chatelier（英语：Henry Louis Le Chatelier）)，（1850－1936）勒沙特烈原理
- 利比（1908－1980），美國化學家，1960年諾貝爾化學獎得主
- 尤斯图斯·冯·李比希，（1803－1873），德國發明家，化学家
- 克里斯托夫·朗格特-希金斯，英國化學家
- 湯馬士·馬丁·勞里，（Martin Lowry），（1874－1936），英國化學家，提出酸鹼理論的其中一員
- 罗蒙诺索夫（1711－1765），俄国科学家

## M
- Carolina Henriette Mac Gillavry，（1904－1993），荷蘭化學家及critallographer
- 马凯尔，（1718－1784），法國化學家
- 马尔科夫尼科夫，（1838－1904）
- 马伦，（1750－1837），荷蘭化學家
- 艾伦·马歇尔，美國化學家，「傅里葉變換離子迴旋共振質譜」（FT-ICR）共同發明人之一
- 迈特纳，（1878－1968），德國物理學家
- 德米特里·门捷列夫，（1834－1907），化學家，「元素周期表」編列者
- 约翰·默瑟，（1791－1866），化學家及工業家
- 罗伯特·布鲁斯·梅里菲尔德，（1921－2006），固有化學家
- 洛撒尔·迈耶，（1830－1895）
- 维克托·梅耶，（1848－1897）
- Kurt Heinrich Meyer
- 斯坦利·米勒（生於1930），美國化學家，以「米勒-尤里实验」（Miller-Urey experiment）聞名
- 米拉蒙特斯（1925－2004），混合口服避孕藥共同發明人
- 威廉·米切尔，（1911－2004），Pop Rocks，Tang，及Kool Whip主要發明人
- Alexander Mitscherlic，（1836－1918），化學家
- 亨利·莫瓦桑，（1852－1907），法國化學家及1906年諾貝爾獎得主
- 贾克·莫诺，（1910－1976），生物化學家，1965年諾貝爾生理學或醫學獎得主
- 彼得·摩尔（生於1939），American生物化學家，耶魯大學化學系「銀教授」（Sterling Professor）
- 莫塞莱（1887-1915），英國物理學家，發現莫斯萊定律（Moseley's law）
- 杰拉德斯·约翰内斯·穆德，（1802－1880），荷蘭有機化學家
- 马利肯，（1896－1986），美國物理學家、化學家

## N
- Robert Nalbandyan，（1937－2002），亞美尼亞蛋白質化學家
- 瓦爾特·能斯特，（1864－1941），德國化學家
- 纽兰兹，（1837－1898），英國分析化學家
- Antonio Neri，（1500s－1614），佛羅倫斯化學家及玻璃製造者
- 威廉·尼科尔森，（1753－1815），英國化學家
- Kyriacos Costa Nicolaou，美國化學家
- 阿尔弗雷德·诺贝尔，瑞典化學家
- 居里奥·纳塔（1903-1979），意大利化学家

## O
- 乔治·安德鲁·欧拉，（生於1927），1994年諾貝爾化學獎得主
- 翁萨格，（1903－1976），物理化學家，1968年諾貝爾化學獎得主
- 奥斯特霍普，（1907－1974），荷蘭化學家
- 威廉·奥斯特瓦尔德，（1853－1932），1909年諾貝爾化學獎得主

## P
- 帕拉塞尔苏斯，（1493－1541），冶金學家
- Rudolph Pariser，（生於1923），理論化學及有機化學家
- Robert G. Parr，（生於1921），理論化學家
- 路易·巴斯德，（1822－1895），法國生物化學家
- 莱纳斯·鲍林，（1901－1994），諾貝爾化學及和平獎得主
- 威廉·珀金，（1838－1907），英國有機化學家及「苯胺紫」發明人
- 約翰·波普，（1925－2004），理論化學家，1998諾貝爾化學獎得主
- 洛伊·普凯特，（1910－1994），「鐵氟龍」的發現者
- 普雷格尔，（1869－1930），化學家，1923年諾貝爾化學獎得主
- 弗拉基米尔·普莱洛格，（1906－1998），1975年諾貝爾化學獎得主
- 约瑟夫·普利斯特里，（1733－1804）英国化学家
- 伊利亚·普里高津，（1917－2003），比利时物理化学家，1977年諾貝爾化學獎得主
- 约翰·波拉尼，（生於1929），加拿大化學家，1986年諾貝爾化學獎得主

## R
- 威廉·拉姆齐，（生於1852），蘇格蘭化學家
- 亨利·波拉特，美國化學家，柏克萊大學
- 拉齐斯（Razi），（865－925）
- 朱利叶斯·雷贝克，（1944），匈牙利－美國化學家.
- Marij Rebek，化學家.
- 瑞迪克，（1943），荷蘭有機化學家
- 勒尼奥（1810－1878），法國化學家及物理學家
- 赖希斯坦因，（1897－1996），化學家，1950年諾貝爾生理學或醫學獎得主
- 斯图尔特·莱斯，（生於1932），物理化學家
- 埃伦·斯瓦罗·理查兹，（1842－1911），工業及環境化學家.
- 李希特，（1762－1807），德國化學家
- 鲁兹布姆，（1854－1907），荷蘭化學家
- 丹尼尔·卢瑟福，（1749－1819），蘇格蘭化學家
- H. M. Rouell，（1718－1779）
- 利奥波德·雷吉卡（Lavoslav Ružička），（1887－1976），1939年諾貝爾化學獎得主

## S
- 保尔·萨巴蒂，（1854－1941），1912年諾貝爾化學獎共同得主之一
- Maks Samec，（1844－1889），斯洛維尼亞化學家.
- 卡尔·威廉·舍勒，（1742－1786），瑞典18世紀化學家，發現無數元素
- 施瑞伯，（生於1956），美國化學家，化學生物學先驅
- 理查德·施罗克，（生於1945），2005年 諾貝爾化學獎得主
- 西博格，（1912－1999），1951年諾貝爾化學獎得主
- 尼尔斯·加布里埃尔·塞夫斯特瑞姆，（1787－1845），化學家.
- Francesco Selmi，（1817－1881），義大利化學家.
- 尼古拉·谢苗诺夫，（1896－1986），物理學家及化學家，1956年諾貝爾化學獎得主
- Israel Shahak，（1933－2001）
- 百瑞·夏普雷斯，（生於1941），2001年諾貝爾化學獎得主
- 帕齐·舍曼（生於1930），12項美國專利
- 舒尔金，（生於1925），精神病藥物學及Entheogens的科研先驅
- 施瓦兹，美國化學家
- Oktay Sinanoglu，（生於1935），土耳其化學家
- 欧内斯特·索尔维，（1838－1922），比利時化學家及工業家
- 瑟倫·索倫森，（1868－1939），丹麥化學家
- 弗雷德里克·索迪，（1877－1956），英國化學家，1921年諾貝爾化學獎得主
- 苏珊·索罗门，美國大氣化學家
- 斯坦利，（1904－1971），1946年諾貝爾化學獎得主
- Branko Stanovnik，（生於1938），化學家.
- 赫尔曼·施陶丁格，（1881－1965），聚合物化學家，1953諾貝爾化學獎得主
- Alfred Stock，（1876－1946）
- 弗雷泽·斯托达特，（生於1945），蘇格蘭化學家，結合力（mechanical bond）範籌的先驅
- 特奥多尔·斯韦德贝里，（1884－1971），1926年諾貝爾化學獎得主
- 吉尔伯特·斯托克

## T
- Dr Alethea Tabor，化學生物學家
- Richard Taylor，（1965-），約克大學有機化學教授
- 亨利·陶布，（1915-2005），1983年諾貝爾化學獎得主
- Miha Tisler，（生於1926），化學家.
- 托马斯·汤姆森 （1773 年 4 月 12 日 - 1852 年 8 月 2 日）是一位苏格兰化学家和矿物学家，其著作为道尔顿原子理论的早期传播做出了贡献。

## U
- 哈罗德·尤里，（1893－1981），1934年諾貝爾化學獎得主

## V
- 劳瑞·瓦尔萨（生於1925），愛沙尼亞／美國化學家，主要方向为有机金属催化剂。
- 路易·尼可拉斯·瓦奎林(1763-1829)，法国化学家，发现了铍和铬。
- 文森特·迪维尼奥（1901-1978），1955年获诺贝尔化学奖
- 阿尔图里·伊尔马里·维尔塔宁，（1895－1973），化學家，因改进蛋白质青贮饲料的贮存获得諾貝爾化学奖
- 马克斯·沃尔默（1885-1965），德国化学家，以电化学中的动力学研究闻名。
- 伏特，（1745－1827），電化學家，發明了伏特電池

## W
- 约翰内斯·范德瓦耳斯，（1837－1923），荷兰物理化学家，以对气体的物理化学性质和分子间作用力的研究闻名。
- 约翰·E·沃克，（生於1941），英国化学家，1997年諾貝爾化學獎得主
- 奥托·瓦拉赫（1847-1931），德国化学家，因脂肪族环状化合物的研究获得1910年诺贝尔化学奖。
- 阿尔弗雷德·维尔纳，（1866－1919），1913年諾貝爾化學獎得主
- 哈伊姆·魏茨曼，（1874-1952），以色列化学家，现代工业发酵技术之父，第一任比利时总统。
- 喬治·麥克利蘭·懷特塞茲，（生於1939），美國化學家
- 海因里希·维兰德（1877－1957），德國化學家，1927年諾貝爾化學獎得主
- 哈维·华盛顿·威雷，（1844－1930），美國化學家，清潔食品和藥品提倡者
- 杰弗里·威尔金森爵士，（1921－1996），1973年諾貝爾化學獎
- 亚历山大·威廉·威廉姆逊（1824-1904），以威廉姆逊合成闻名。
- 托马斯·威尔森（1860-1915），加拿大发明家，发明生产电石和乙炔的办法。
- 里夏德·梅尔廷·维尔施泰特（1872-1942），获得1915年诺贝尔化学奖。
- 阿道夫·温道斯(1876-1959)，德国化学家，获得1928年诺贝尔化学奖。
- 弗里德里希·维勒，（1800－1882），德國化學家，在有机合成、有机物结构、无机化学方面都有杰出贡献。
- 威廉·海德·沃拉斯顿，（1766－1828），英國化學家，发现了铑和钯
- 罗伯特·伯恩斯·伍德沃德（1917－1979），1965年諾貝爾化學獎
- 库尔特·维特里希，（生於1938），2002年諾貝爾化學獎
- 查尔斯-阿道夫·武兹，（1817－1884），在有机合成上有杰出贡献。

## X
- 谢晓亮（生於1962），哈佛大學中國化學家。以「單分子顯微技術」及「相干反斯托克斯喇曼光譜測量技術」（CARS）的先驅工作而聞名

## Y
- 阿达·约纳特（1939-），以色列晶体化学家。
- Sabir Yunusov（1909－1995），蘇聯化學家（alkaloids）

## Z
- 亞米德·齊威爾（生於1946），埃及人，以飛秒化學成就獲得1999年諾貝爾化學獎
- 卡尔·齐格勒（1898－1973），德国化学家
- 里夏德·阿道夫·席格蒙迪，（1865-1929），因胶体化学上的贡献获得了1925年的诺贝尔化学奖

## 中国化学家
陈 葛 黄 侯 李 梁 卢 陆 彭 唐 田 王 徐 邢 杨 于 周 朱 张 庄 郑 赵

## 陈
- 陳長謙
- 陈裕光
- 陈懿

## 曹
- 曹小平

## 葛
- 葛洪

## 黄
- 黄鸣龙
- 黄丽松
- 黃炳鏐 出生於香港的化學工程學家，從事新一代血紅蛋白攜氧載體（HBOC）的開發。

## 侯
- 侯德榜

## 李
- 李方训

## 梁
- 梁树权

## 卢
- 卢嘉锡

## 陆
- 陆婉珍
- 陆天尧

## 彭
- 彭加木
- 彭道儒

## 唐
- 唐敖庆

## 田
- 田昭武

## 王
- 王方定

## 徐
- 徐寿

## 邢
- 邢其毅

## 杨
- 杨石先
- 杨详发

## 于
- 于天仁

## 周
- 周其凤
- 周厚复
- 周大新

## 朱
- 朱汝华
- 朱清时

## 张
- 张江树
- 张资珙

## 庄
- 庄长恭

## 郑
- 郑集

## 赵
- 赵宗燠